# 覃
覃（たん）は、漢姓のひとつ。
代表的な漢姓を500ほど集めた『百家姓』に含まれていないにもかかわらず、2020年の中華人民共和国の第7回全国人口調査（国勢調査）に基づく姓氏統計によると中国で92番目に多い姓であり、266.14万人がいる。このような現象が起きたのは、覃姓の多くが漢民族以外であることに起因する（上位100位までの姓のうち、覃以外の99種類はすべて『百家姓』に収められている）。一方、台湾の2018年の統計では第201位で、2,115人がいる。

## 特徴
覃姓は非漢民族に多く見られる姓である。
チワン族の間で、覃は韋と並んでもっとも多い姓のひとつであることが知られている。2013年の統計では、覃は広西チワン族自治区で6番目に多い姓であり、人口は181万に達した（黄・李・韋・陳・梁に次ぐ）。
また、湖南省などのトゥチャ族の間でも、田や向などとならんでもっとも多い姓のひとつである。

## 由来
覃姓は古くから非漢民族の姓として見える。『後漢書』に漊中蛮（現在の湖南省の蛮族）首領の覃児健の名が見える。唐の玄宗の開元12年（724年）には五渓蛮（やはり湖南省の蛮族）首領の覃行璋が反乱を起こしている。
『後漢書』では巴郡南郡の蛮族に5つの姓があると言っており、そのうちひとつは「瞫」であるが、これと関係があるかどうかはわからない。注によると「瞫」は「審」と同音（shěn）。
姓に関する多くの文献では、南北朝時代の梁の東寧州（現在の広西チワン族自治区）刺史の覃元先（覃無克）の名をあげる。

## 読み
覃は、姓以外の場合はタン（tán）と読むが、姓としてはさまざまの読みを持つ。『新華字典』11版では姓として tán qín の2種類の読みを認めている。
- 湖南省などでは「尋」と同じように発音するといい、普通話では xún か xín [10]になるはずだが、『新華字典』にこの音は載っていない。この発音は『通志』氏族略にも見えている[9]。
- 広西チワン族自治区・広東省・香港では普通話 qín チン に対応する音で発音する（広東語: cam4 チャム、チワン語: cimz シム）。

## 著名な人物
- 覃海洋 - 競泳選手。湖南省出身。
- 覃振 - 清末から中華民国の革命家・政治家。湖南省出身。
- 覃帆（中国語版） - オーストラリアの飛込競技選手。広西チワン族自治区出身。